# Список птахів Таджикистану
Це перелік видів птахів, зафіксованих на території Таджикистану. Авіфауна Таджикистану налічує загалом 418 видів.

## Позначки
Наступні теги використані для виділення деяких категорій птахів.
- (А) Випадковий — вид, який рідко або випадково трапляється в Таджикистані
- (I) Інтродукований — вид, завезений до Таджикистану як наслідок, прямих чи непрямих людських дій

## Гусеподібні(Anseriformes)
Родина: Качкові (Anatidae)
- Гуска гірська, Anser indicus
- Гуска сіра, Anser anser
- Гуска білолоба, Anser albifrons (A)
- Гуменник великий, Anser fabalis (A)
- Казарка червоновола, Branta ruficollis (A)
- Лебідь-шипун, Cygnus olor (A)
- Лебідь чорнодзьобий, Cygnus columbianus (A)
- Лебідь-кликун, Cygnus cygnus (A)
- Огар рудий, Tadorna ferruginea
- Галагаз звичайний, Tadorna tadorna
- Чирянка велика, Spatula querquedula
- Широконіска північна, Spatula clypeata
- Нерозень, Mareca strepera
- Свищ євразійський, Mareca penelope
- Крижень звичайний, Anas platyrhynchos
- Шилохвіст північний, Anas acuta
- Чирянка мала, Anas crecca
- Чирянка вузькодзьоба, Marmaronetta angustirostris (A)
- Чернь червонодзьоба, Netta rufina
- Попелюх звичайний, Aythya ferina
- Чернь білоока, Aythya nyroca (A)
- Чернь чубата, Aythya fuligula
- Чернь морська, Aythya marila (A)
- Морянка, Clangula hyemalis (A)
- Гоголь зеленоголовий, Bucephala clangula
- Крех малий, Mergellus albellus
- Крех великий, Mergus merganser
- Крех середній, Mergus serrator (A)
- Савка білоголова, Oxyura leucocephala (A)

## Куроподібні(Galliformes)
Родина: Фазанові (Phasianidae)
- Куріпка пустельна, Ammoperdix griseogularis
- Перепілка звичайна, Coturnix coturnix
- Кеклик кремовогорлий, Alectoris chukar
- Улар тибетський, Tetraogallus tibetanus
- Улар гімалайський, Tetraogallus himalayensis
- Фазан звичайний, Phasianus colchicus
- Куріпка даурська, Perdix dauurica

## Фламінгоподібні(Phoenicopteriformes)
Родина: Фламінгові (Phoenicopteridae)
- Фламінго рожевий, Phoenicopterus roseus (A)

## Пірникозоподібні(Podicipediformes)
Родина: Пірникозові (Podicipedidae)
- Пірникоза мала, Tachybaptus ruficollis
- Пірникоза червоношия, Podiceps auritus (A)
- Пірникоза сірощока, Podiceps grisegena (A)
- Пірникоза велика, Podiceps cristatus
- Пірникоза чорношия, Podiceps nigricollis

## Голубоподібні(Columbiformes)
Родина: Голубові (Columbidae)
- Голуб сизий, Columba livia (I)
- Голуб скельний, Columba rupestris
- Голуб білоспинний, Columba leuconota
- Голуб-синяк, Columba oenas
- Голуб бурий, Columba eversmanni
- Припутень, Columba palumbus
- Горлиця звичайна, Streptopelia turtur
- Горлиця велика, Streptopelia orientalis
- Горлиця садова, Streptopelia decaocto
- Горлиця мала, Spilopelia senegalensis

## Рябкоподібні(Pterocliformes)
Родина: Рябкові (Pteroclidae)
- Саджа тибетська, Syrrhaptes tibetanus (A)
- Саджа звичайна, Syrrhaptes paradoxus (A)
- Рябок білочеревий, Pterocles alchata (A)
- Рябок сенегальський, Pterocles senegallus (A)
- Рябок чорночеревий, Pterocles orientalis (A)

## Дрохвоподібні(Otidiformes)
Родина: Дрохвові (Otididae)
- Дрохва євразійська, Otis tarda (A)
- Джек східний, Chlamydotis macqueenii (A)
- Хохітва, Tetrax tetrax (A)

## Зозулеподібні(Cuculiformes)
Родина: Зозулеві (Cuculidae)
- Зозуля звичайна, Cuculus canorus
- Зозуля сибірська, Cuculus optatus (A)

## Дрімлюгоподібні(Caprimulgiformes)
Родина: Дрімлюгові (Caprimulgidae)
- Дрімлюга звичайний, Caprimulgus europaeus
- Дрімлюга буланий, Caprimulgus aegyptius (A)

## Серпокрильцеподібні(Apodiformes)
Родина: Серпокрильцеві (Apodidae)
- Серпокрилець білочеревий, Apus melba
- Серпокрилець чорний, Apus apus
- Серпокрилець малий, Apus affinis

## Журавлеподібні(Gruiformes)
Родина: Пастушкові (Rallidae)
- Пастушок водяний, Rallus aquaticus
- Деркач лучний, Crex crex
- Погонич звичайний, Porzana porzana (A)
- Курочка водяна, Gallinula chloropus
- Лиска звичайна, Fulica atra
- Погонич малий, Zapornia parva
- Погонич-крихітка, Zapornia pusilla

Родина: Журавлеві (Gruidae)
- Журавель степовий, Anthropoides virgo
- Журавель білий, Leucogeranus leucogeranus (A)
- Журавель сірий, Grus grus

## Сивкоподібні(Charadriiformes)
Родина: Лежневі (Burhinidae)
- Лежень степовий, Burhinus oedicnemus

Родина: Чоботарові (Recurvirostridae)
- Кулик-довгоніг чорнокрилий, Himantopus himantopus
- Чоботар синьоногий, Recurvirostra avosetta (A)

Родина: Серподзьобові (Ibidorhynchidae)
- Серподзьоб, Ibidorhyncha struthersii (A)

Родина: Куликосорокові (Haematopodidae)
- Кулик-сорока євразійський, Haematopus ostralegus (A)

Родина: Сивкові (Charadriidae)
- Сивка морська, Pluvialis squatarola
- Сивка звичайна, Pluvialis apricaria (A)
- Сивка бурокрила, Pluvialis fulva (A)
- Чайка чубата, Vanellus vanellus
- Чайка індійська, Vanellus indicus (A)
- Чайка степова, Vanellus gregarius (A)
- Чайка білохвоста, Vanellus leucurus (A)
- Пісочник монгольський, Charadrius mongolus
- Пісочник товстодзьобий, Charadrius leschenaultii
- Пісочник каспійський, Charadrius asiaticus (A)
- Пісочник морський, Charadrius alexandrinus
- Пісочник великий, Charadrius hiaticula
- Пісочник малий, Charadrius dubius

Родина: Баранцеві (Scolopacidae)
- Кульон середній, Numenius phaeopus (A)
- Кульон великий, Numenius arquata
- Грицик малий, Limosa lapponica
- Грицик великий, Limosa limosa
- Крем'яшник звичайний, Arenaria interpres
- Брижач, Calidris pugnax
- Побережник болотяний, Calidris falcinellus
- Побережник червоногрудий, Calidris ferruginea
- Побережник білохвостий, Calidris temminckii
- Побережник довгопалий, Calidris subminuta (A)
- Побережник білий, Calidris alba
- Побережник чорногрудий, Calidris alpina
- Побережник малий, Calidris minuta
- Баранець малий, Lymnocryptes minimus
- Слуква лісова, Scolopax rusticola
- Баранець-самітник, Gallinago solitaria
- Баранець звичайний, Gallinago gallinago
- Мородунка, Xenus cinereus
- Плавунець круглодзьобий, Phalaropus lobatus
- Плавунець плоскодзьобий, Phalaropus fulicarius (A)
- Набережник палеарктичний, Actitis hypoleucos
- Коловодник лісовий, Tringa ochropus
- Коловодник чорний, Tringa erythropus
- Коловодник великий, Tringa nebularia
- Коловодник ставковий, Tringa stagnatilis
- Коловодник болотяний, Tringa glareola
- Коловодник звичайний, Tringa totanus'

Родина: Дерихвостові (Glareolidae)
- Дерихвіст лучний, Glareola pratincola
- Дерихвіст степовий, Glareola nordmanni

Родина: Мартинові (Laridae)
- Мартин тонкодзьобий, Chroicocephalus genei (A)
- Мартин звичайний, Chroicocephalus ridibundus
- Мартин буроголовий, Chroicocephalus brunnicephalus (A)
- Мартин малий, Hydrocoloeus minutus
- Мартин каспійський, Ichthyaetus ichthyaetus
- Мартин сизий, Larus canus
- Мартин жовтоногий, Larus cachinnans
- Мартин чорнокрилий, Larus fuscus
- Крячок малий, Sternula albifrons
- Крячок чорнодзьобий, Gelochelidon nilotica
- Крячок каспійський, Hydroprogne caspia
- Крячок чорний, Chlidonias niger
- Крячок білокрилий, Chlidonias leucopterus
- Крячок білощокий, Chlidonias hybrida (A)
- Крячок річковий, Sterna hirundo

## Лелекоподібні(Ciconiiformes)
Родина: Лелекові (Ciconiidae)
- Лелека чорний, Ciconia nigra (A)
- Лелека білий, Ciconia ciconia

## Сулоподібні(Suliformes)
Родина: Бакланові (Phalacrocoracidae)
- Баклан малий, Microcarbo pygmaeus
- Баклан великий, Phalacrocorax carbo

## Пеліканоподібні(Pelecaniformes)
Родина: Пеліканові (Pelecanidae)
- Пелікан рожевий, Pelecanus onocrotalus (A)
- Пелікан кучерявий, Pelecanus crispus (A)

Родина: Чаплеві (Ardeidae)
- Бугай водяний, Botaurus stellaris (A)
- Бугайчик звичайний, Ixobrychus minutus
- Чапля сіра, Ardea cinerea
- Чапля руда, Ardea purpurea (A)
- Чепура велика, Ardea alba
- Чепура мала, Egretta garzetta (A)
- Чапля єгипетська, Bubulcus ibis (A)
- Чапля жовта, Ardeola ralloides (A)
- Чапля індійська, Ardeola grayii (A)
- Квак звичайний, Nycticorax nycticorax

Родина: Ібісові (Threskiornithidae)
- Коровайка бура, Plegadis falcinellus (A)
- Косар білий, Platalea leucorodia (A)

## Яструбоподібні(Accipitriformes)
Родина: Скопові (Pandionidae)
- Скопа, Pandion haliaetus

Родина: Яструбові (Accipitridae)
- Шуліка чорноплечий, Elanus caeruleus (A)
- Ягнятник, Gypaetus barbatus
- Стерв'ятник, Neophron percnopterus
- Осоїд євразійський, Pernis apivorus
- Осоїд чубатий, Pernis ptilorhynchus
- Гриф чорний, Aegypius monachus
- Кумай, Gyps himalayensis
- Сип білоголовий, Gyps fulvus
- Змієїд блакитноногий, Circaetus gallicus
- Підорлик великий, Clanga clanga
- Орел-карлик, Hieraaetus pennatus
- Орел степовий, Aquila nipalensis
- Могильник східний, Aquila heliaca
- Беркут, Aquila chrysaetos
- Орел-карлик яструбиний, Aquila fasciata (A)
- Лунь очеретяний, Circus aeruginosus'
- Лунь польовий, Circus cyaneus
- Лунь степовий, Circus macrourus
- Лунь лучний, Circus pygargus
- Яструб туркестанський, Accipiter badius
- Яструб малий, Accipiter nisus
- Яструб великий, Accipiter gentilis (A)
- Шуліка чорний, Milvus migrans
- Орлан-довгохвіст, Haliaeetus leucoryphus (A)
- Орлан-білохвіст, Haliaeetus albicilla
- Зимняк, Buteo lagopus (A)
- Канюк звичайний, Buteo buteo
- Buteo refectus (A)
- Buteo japonicus (A)
- Канюк степовий, Buteo rufinus
- Канюк монгольський, Buteo hemilasius

## Совоподібні(Strigiformes)
Родина: Совові (Strigidae)
- Сплюшка євразійська, Otus scops
- Сплюшка булана, Otus brucei (A)
- Пугач палеарктичний, Bubo bubo
- Сова сіра, Strix aluco
- Сич хатній, Athene noctua
- Сова вухата, Asio otus
- Сова болотяна, Asio flammeus
- Сич волохатий, Aegolius funereus (A)

## Bucerotiformes
Родина: Одудові (Upupidae)
- Одуд, Upupa epops

## Сиворакшоподібні(Coraciiformes)
Родина: Рибалочкові (Alcedinidae)
- Рибалочка блакитний, Alcedo atthis

Родина: Бджолоїдкові (Meropidae)
- Бджолоїдка зелена, Merops persicus
- Бджолоїдка звичайна, Merops apiaster

Родина: Сиворакшові (Coraciidae)
- Сиворакша євразійська, Coracias garrulus

## Дятлоподібні(Piciformes)
Родина: Дятлові (Picidae)
- Крутиголовка звичайна, Jynx torquilla
- Дятел звичайний, Dendrocopos major
- Дятел білокрилий, Dendrocopos leucopterus

## Соколоподібні(Falconiformes)
Родина: Соколові (Falconidae)
- Боривітер степовий, Falco naumanni
- Боривітер звичайний, Falco tinnunculus
- Кібчик червононогий, Falco vespertinus (A)
- Підсоколик малий, Falco columbarius
- Підсоколик великий, Falco subbuteo
- Кречет, Falco jugger (A)
- Балабан, Falco cherrug
- Кречет, Falco rusticolus (A)
- Сапсан, Falco peregrinus

## Горобцеподібні(Passeriformes)
Родина: Вивільгові (Oriolidae)
- Вивільга звичайна, Oriolus oriolus
- Вивільга індійська, Oriolus kundoo

Родина: Монархові (Monarchidae)
- Монарх-довгохвіст азійський, Terpsiphone paradisi

Родина: Сорокопудові (Laniidae)
- Сорокопуд терновий, Lanius collurio
- Lanius phoenicuroides
- Сорокопуд рудохвостий, Lanius isabellinus
- Сорокопуд довгохвостий, Lanius schach
- Сорокопуд північний, Lanius borealis (A)
- Сорокопуд сірий, Lanius excubitor
- Сорокопуд чорнолобий, Lanius minor

Родина: Воронові (Corvidae)
- Сорока звичайна, Pica pica
- Галка червонодзьоба, Pyrrhocorax pyrrhocorax
- Клушиця, Pyrrhocorax pyrrhocorax
- Галка альпійська, Pyrrhocorax graculus
- Галка звичайна, Corvus monedula
- Грак, Corvus frugilegus
- Ворона чорна, Corvus corone
- Ворона сіра, Corvus cornix
- Ворона великодзьоба, Corvus macrorhynchos
- Крук пустельний, Corvus ruficollis
- Крук звичайний, Corvus corax

Родина: Синицеві (Paridae)
- Синиця афганська, Periparus rufonuchalis
- Синиця біла, Cyanistes cyanus
- Синиця довгодзьоба, Pseudopodoces humilis
- Синиця велика, Parus major

Родина: Ремезові (Remizidae)
- Ремез звичайний, Remiz pendulinus
- Ремез чорноголовий, Remiz macronyx (A)
- Ремез азійський, Remiz coronatus

Родина: Жайворонкові (Alaudidae)
- Жайворонок пустельний, Ammomanes deserti (A)
- Жайворонок рогатий, Eremophila alpestris
- Жайворонок малий, Calandrella brachydactyla
- Жайворонок тонкодзьобий, Calandrella acutirostris (A)
- Жайворонок двоплямистий, Melanocorypha bimaculata
- Жайворонок степовий, Melanocorypha calandra
- Жайворонок чорний, Melanocorypha yeltoniensis
- Alaudala heinei (A)
- Жайворонок білокрилий, Alauda leucoptera
- Жайворонок польовий, Alauda arvensis
- Жайворонок індійський, Alauda gulgula
- Посмітюха звичайна, Galerida cristata

Родина: Panuridae
- Синиця вусата, Panurus biarmicus

Родина: Очеретянкові (Acrocephalidae)
- Берестянка мала, Iduna caligata
- Берестянка південна, Iduna rama
- Берестянка бліда, Iduna pallida (A)
- Берестянка пустельна, Hippolais languida (A)
- Берестянка звичайна, Hippolais icterina (A)
- Очеретянка тонкодзьоба, Acrocephalus melanopogon (A)
- Очеретянка лучна, Acrocephalus schoenobaenus (A)
- Очеретянка індійська, Acrocephalus agricola (A)
- Очеретянка садова, Acrocephalus dumetorum
- Очеретянка великодзьоба, Acrocephalus orinus (А)
- Очеретянка чагарникова, Acrocephalus palustris
- Очеретянка ставкова, Acrocephalus scirpaceus
- Очеретянка велика, Acrocephalus arundinaceus
- Очеретянка південна, Acrocephalus stentoreus

Родина: Кобилочкові (Locustellidae)
- Кобилочка солов'їна, Locustella luscinioides
- Куцокрил довгодзьобий, Locustella major
- Кобилочка-цвіркун, Locustella naevia

Родина: Ластівкові (Hirundinidae)
- Ластівка сіровола, Riparia chinensis (A)
- Ластівка берегова, Riparia riparia
- Ластівка бліда, Riparia diluta
- Ластівка скельна, Ptyonoprogne rupestris
- Ластівка сільська, Hirundo rustica
- Ластівка ниткохвоста, Hirundo smithii (A)
- Ластівка даурська, Cecropis daurica
- Ластівка міська, Delichon urbicum

Родина: Бюльбюлеві (Pycnonotidae)
- Бюльбюль білощокий, Pycnonotus leucogenys (A)

Родина: Вівчарикові (Phylloscopidae)
- Вівчарик жовтобровий, Phylloscopus sibilatrix (A)
- Вівчарик алтайський, Phylloscopus humei
- Вівчарик золотомушковий, Phylloscopus proregulus
- Вівчарик індійський, Phylloscopus griseolus
- Вівчарик іранський, Phylloscopus neglectus (A)
- Вівчарик весняний, Phylloscopus trochilus (A)
- Вівчарик світлокрилий, Phylloscopus sindianus
- Вівчарик-ковалик, Phylloscopus collybita
- Вівчарик жовточеревий, Phylloscopus nitidus (A)
- Вівчарик зелений, Phylloscopus trochiloides
- Вівчарик світлоголовий, Phylloscopus occipitalis

Родина: Вертункові (Scotocercidae)
- Вертунка, Scotocerca inquieta

Родина: Cettiidae
- Очеретянка середземноморська, Cettia cetti

Родина: Ополовникові (Aegithalidae)
- Сікорчик тибетський, Leptopoecile sophiae

Родина: Кропив'янкові (Sylviidae)
- Кропив'янка чорноголова, Sylvia atricapilla (A)
- Кропив'янка садова, Sylvia borin (A)
- Кропив'янка пустельна, Curruca nana
- Кропив'янка рябогруда, Curruca nisoria
- Кропив'янка прудка, Curruca curruca
- Кропив'янка товстодзьоба, Curruca crassirostris
- Кропив'янка біловуса, Curruca mystacea (A)
- Кропив'янка сіра, Curruca communis

Родина: Leiothrichidae
- Чагарниця темноброва, Trochalopteron lineatum (A)

Родина: Золотомушкові (Regulidae)
- Золотомушка жовточуба, Regulus regulus

Родина: Стінолазові (Tichodromidae)
- Стінолаз, Tichodroma muraria

Родина: Повзикові (Sittidae)
- Повзик великий, Sitta tephronota

Родина: Підкоришникові (Certhiidae)
- Підкоришник гімалайський, Certhia himalayana

Родина: Воловоочкові (Troglodytidae)
- Волове очко, Troglodytes troglodytes

Родина: Пронуркові (Cinclidae)
- Пронурок біловолий, Cinclus cinclus
- Пронурок бурий, Cinclus pallasii

Родина: Шпакові (Sturnidae)
- Шпак звичайний, Sturnus vulgaris
- Шпак рожевий, Pastor roseus
- Шпачок брамінський, Sturnia pagodarum (A)
- Майна індійська, Acridotheres tristis

Родина: Дроздові (Turdidae)
- Дрізд-омелюх, Turdus viscivorus
- Дрізд співочий, Turdus philomelos
- Дрізд білобровий, Turdus iliacus
- Дрізд чорний, Turdus merula
- Дрізд індійський, Turdus unicolor (A)
- Чикотень, Turdus pilaris
- Дрізд чорноволий, Turdus atrogularis

Родина: Мухоловкові (Muscicapidae)
- Мухоловка бура, Muscicapa dauurica (A)
- Мухоловка сіра, Muscicapa striata
- Соловейко рудохвостий, Cercotrichas galactotes
- Вільшанка, Erithacus rubecula
- Соловейко білогорлий, Irania gutturalis
- Соловейко східний, Luscinia luscinia (A)
- Соловейко західний, Luscinia megarhynchos
- Синьошийка, Luscinia svecica
- Аренга велика, Myophonus caeruleus
- Вилохвістка гірська, Enicurus scouleri
- Соловейко білохвостий, Calliope pectoralis
- Мухоловка рудохвоста, Ficedula ruficauda
- Мухоловка північна, Ficedula albicilla (A)
- Мухоловка мала, Ficedula parva (A)
- Мухоловка строката, Ficedula hypoleuca (A)
- Горихвістка сиза, Phoenicurus fuliginosus (A)
- Горихвістка рудоспинна, Phoenicurus erythronotus
- Горихвістка водяна, Phoenicurus leucocephalus
- Горихвістка синьоголова, Phoenicurus coeruleocephala
- Горихвістка звичайна, Phoenicurus phoenicurus
- Горихвістка червоночерева, Phoenicurus erythrogastrus
- Горихвістка чорна, Phoenicurus ochruros
- Скеляр строкатий, Monticola saxatilis
- Скеляр синій, Monticola solitarius
- Saxicola maurus
- Трав'янка чорна, Saxicola caprata (A)
- Кам'янка звичайна, Oenanthe oenanthe
- Кам'янка попеляста, Oenanthe isabellina
- Кам'янка пустельна, Oenanthe deserti
- Кам'янка лиса, Oenanthe pleschanka
- Кам'янка строката, Oenanthe melanoleuca
- Oenanthe picata
- Oenanthe finschii (A)
- Oenanthe chrysopygia (A)

Родина: Омелюхові (Bombycillidae)
- Омелюх звичайний, Bombycilla garrulus

Родина: Тинівкові (Prunellidae)
- Тинівка альпійська, Prunella collaris
- Тинівка гімалайська, Prunella himalayana
- Тинівка бліда, Prunella fulvescens
- Тинівка чорногорла, Prunella atrogularis

Родина: Горобцеві (Passeridae)
- Горобець саксауловий, Passer ammodendri
- Горобець хатній, Passer domesticus
- Горобець чорногрудий, Passer hispaniolensis
- Горобець польовий, Passer montanus
- Горобець скельний, Petronia petronia
- В'юрок сніговий, Montifringilla nivalis
- Ніверол афганський, Montifringilla theresae (A)

Родина: Плискові (Motacillidae)
- Плиска гірська, Motacilla cinerea
- Плиска жовта, Motacilla flava
- Плиска аляскинська, Motacilla tschutschensis (A)
- Плиска жовтоголова, Motacilla citreola
- Плиска біла, Motacilla alba
- Щеврик азійський, Anthus richardi
- Щеврик польовий, Anthus campestris
- Щеврик лучний, Anthus pratensis (A)
- Щеврик рожевий, Anthus roseatus
- Щеврик лісовий, Anthus trivialis
- Щеврик червоногрудий, Anthus cervinus
- Щеврик гірський, Anthus spinoletta
- Щеврик американський, Anthus rubescens (A)

Родина: В'юркові (Fringillidae)
- Зяблик звичайний, Fringilla coelebs
- В'юрок, Fringilla montifringilla
- Коструба арчева, Mycerobas carnipes
- Костогриз звичайний, Coccothraustes coccothraustes (A)
- Чечевиця звичайна, Carpodacus erythrinus
- Чечевиця арчева, Carpodacus rhodochlamys
- Чечевиця афганська, Carpodacus grandis (A)
- Чечевиця велика, Carpodacus rubicilla
- Урагус, Carpodacus sibiricus
- Чечевиця червоногорла, Carpodacus puniceus
- Снігур звичайний, Pyrrhula pyrrhula
- Чечевичник малиновокрилий, Rhodopechys sanguineus
- Bucanetes githagineus
- Снігар монгольський, Bucanetes mongolicus
- Катуньчик арчевий, Leucosticte nemoricola
- Катуньчик перлистий, Leucosticte brandti
- Rhodospiza obsoleta (A)
- Зеленяк звичайний, Chloris chloris
- Чечітка гірська, Linaria flavirostris
- Коноплянка, Linaria cannabina
- Чечітка звичайна, Acanthis flammea
- Шишкар ялиновий, Loxia curvirostra
- Щиглик звичайний, Carduelis carduelis
- Щедрик королівський, Serinus pusillus
- Чиж лісовий, Spinus spinus

Родина: Вівсянкові (Emberizidae)
- Вівсянка рудоголова, Emberiza bruniceps
- Просянка, Emberiza calandra
- Вівсянка гірська, Emberiza cia
- Вівсянка східна, Emberiza godlewskii
- Вівсянка сріблистоголова, Emberiza stewarti
- Вівсянка звичайна, Emberiza citrinella
- Вівсянка білоголова, Emberiza leucocephalos
- Вівсянка скельна, Emberiza buchanani
- Вівсянка садова, Emberiza hortulana (A)
- Вівсянка очеретяна, Emberiza schoeniclus
- Вівсянка-крихітка, Emberiza pusilla (A)
- Вівсянка-ремез, Emberiza rustica (A)
- Вівсянка руда, Emberiza rutila (A)